# Read My Mind
Read My Mind is een nummer van de Amerikaanse alternatieve rockband The Killers uit 2007. Het is de derde single van hun tweede studioalbum Sam's Town.
"Read My Mind" is een ballad die gaat over een stukgelopen relatie. Killers-zanger Brandon Flowers noemde het nummer in een interview met een Amerikaans radiostation "het beste nummer dat ik ooit geschreven heb". In de Amerikaanse Billboard Hot 100 had het nummer met een bescheiden 62e positie echter niet veel succes. Ook in de Nederlandse Single Top 100 was het nummer met een 95e positie niet zeer succesvol. In Vlaanderen bereikte het de 12e positie in de Tipparade. Het nummer werd vooral op de Britse eilanden, in Italië en in Oceanië een hit.